# Liste der Monuments historiques in Huilliécourt
Die Liste der Monuments historiques in Huilliécourt führt die Monuments historiques in der französischen Gemeinde Huilliécourt auf.

## Liste der Objekte
| Bezeichnung                                            | Beschreibung                                                  | Standort                       | Kennzeichnung | Schutzstatus | Datum | Bild |
| ------------------------------------------------------ | ------------------------------------------------------------- | ------------------------------ | ------------- | ------------ | ----- | ---- |
| Grablegungsgruppe                                      | Gips, bemalt, nicht datiert                                   | in der Kirche St-Martin (Lage) | PM52002045    | Inscrit      | 2007  |      |
| Relief Mariä Himmelfahrt                               | Gips, bemalt, nicht datiert                                   | in der Kirche St-Martin (Lage) | PM52001918    | Inscrit      | 2007  |      |
| Skulptur Heiliger Franziskus von Assisi                | Kalkstein, farbig gefasst, um 1600                            | in der Kirche St-Martin (Lage) | PM52001891    | Inscrit      | 1978  |      |
| Skulptur Christus in der Rast                          | Gips, bemalt, nicht datiert                                   | in der Kirche St-Martin (Lage) | PM52001915    | Inscrit      | 2007  |      |
| Skulptur eines kopftragenden Heiligen                  | Gips, bemalt, nicht datiert                                   | in der Kirche St-Martin (Lage) | PM52001916    | Inscrit      | 2007  |      |
| Relief Stiftung des Rosenkranzes                       | Stein, farbig gefasst, erste Hälfte des 17. Jahrhunderts      | in der Kirche St-Martin (Lage) | PM52000544    | Classé       | 1977  |      |
| Relief Heilige Familie                                 | Stein, farbig gefasst, erste Hälfte des 17. Jahrhunderts      | in der Kirche St-Martin (Lage) | PM52000545    | Classé       | 1977  |      |
| Zwei Skulpturen: Heiliger Nikolaus und Heiliger Martin | Gips, bemalt, nicht datiert                                   | in der Kirche St-Martin (Lage) | PM52001917    | Inscrit      | 2007  |      |
| Skulptur Madonna mit Kind                              | Stein, farbig gefasst, 17. Jahrhundert                        | in der Kirche St-Martin (Lage) | PM52000543    | Classé       | 1965  |      |
| Kelch                                                  | Silber, 18. Jahrhundert; Verbleib unbekannt                   | in der Kirche St-Martin (Lage) | PM52001889    | Inscrit      | 1978  |      |
| Skulptur Heiliger Claudius                             | Kalkstein, farbig gefasst, zweite Hälfte des 16. Jahrhunderts | in der Kirche St-Martin (Lage) | PM52001890    | Inscrit      | 1978  |      |
| Kanzel                                                 | Holz, nicht datiert                                           | in der Kirche St-Martin (Lage) | PM52001913    | Inscrit      | 2007  |      |